# Fred VanVleet
Fredderick Edmund VanVleet Sr., més conegut com a Fred VanVleet, (Rockford, 25 de febrer de 1994) és un jugador de bàsquet estatunidenc. Juga als Houston Rockets de l'NBA en la posició de base.
VanVleet va passar pel bàsquet universitari, a la Wichita State University, abans de començar la seva carrera a l'NBA. Va contribuir al resorgiment de l'equip, duent als Wichita State Shockers a la final a quatre de la temporada 2012-2013. El 2013-2014 van aconseguir quedar invictes durant tota la temporada redular. El 2014, VanVleet va ser nomenat com NCAA Men's Basketball All-American.
Després de no ser draftejat al Draft de l'NBA 2016, VanVleet firma amb els Toronto Raptors. Durant la temporada 2016-2017 va combinar els Raptors amb el seu equip filial a la G League, la lliga de desenvolupament. Amb els anys, VanVleet va esdevenir un jugador clau pels Raptors amb qui va guanyar un campionat de l'NBA l'any 2019. És el jugador no draftejat i el jugador dels Raptors que ha anotat més punts en un partit. La fita és de l'any 2021 quan va fer 54 punts contra els Orlando Magic. El 2022 va participar per primer com a l'All Star Game seleccionat com a suplent.

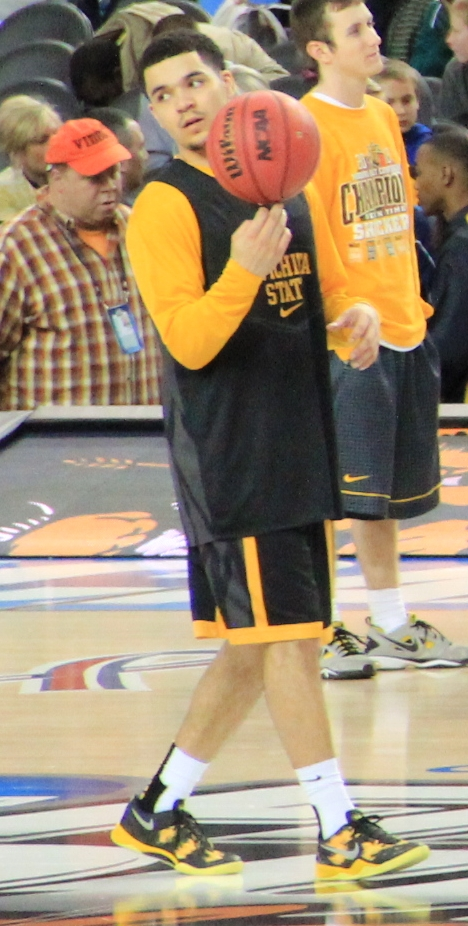
VanVleet la temporada 2012–13 amb els Wichita Constar Shockers

## Carrera professional

### Toronto Raptors (2016–present)

#### Començant anys (2016–2018)
VanVleet no va ser seleccionat dins el draft de 2016 després de declinar dues ofertes per aparaular dos anys a la Lliga de Desenvolupament amb dos equips que el volien seleccionar en segona ronda. Va acabar firmat per jugar a la Lliga d'Estiu amb els Toronto Rapors amb l'esperança de ser dins el seu equip d'entrenament.t. El seu contracte de llegua de l'estiu va tenir una garantia de tres aparences de joc. El 18 de juliol, va signar un contracte multianual amb els Raptors. El 22 d'octubre, VanVleet va aconseguir mantenir-se dins el tall de quinze jugadors que es quedaven a l'equip per la temporada regular.
VanVleet va fer el seu debut oficial el 9 de novembre de 2016, jugant només 26 segons contra el Oklahoma City Thunders. El 2 de desembre va fer els seus primers dos punts en un partit contra Los Angeles Lakers. Durant el seu any de debut VanVleet va tenir jugar diversos partits amb els Raptors 905 de la Lliga Desenvolupament de l'NBA. Era membre del Raptors 905 que van guanyar el campionat l'abril de 2017.
VanVleet va acabar la temporada 2017–2018 amb una mitjana de 8.6 punts, 3.2 assistències, i 2.4 rebots en 76 partits. Va ser el quart classificat de l'NBA en eficiència neta per possessió per darrere de Stephen Curri, Eric Gordon, i Chris Paul. Va ser nominat per al premi de Millor Sisè Home de l'any.

#### La temporada del campionat
VanVleet va renovar amb els Raptors el 6 de juliol de 2018. Va ser fora dels terrenys de joc durant tres setmanes de febrer amb una lesió de lligament parcial al polze d'esquerre.
El 2019 els Raptors van entrar als play-offs de l'NBA. Aquell any, VanVleet era un jugador de banqueta important per a l'equip. Al sisè partit de les finals de conferència VanVleet va anotar 14 punts per ajudar a vèncer vèncer als Bucks per 100 a 94. Era el primer cop que els Raptors es classificaven per les finals de l'NBA des de la creació de la franquícia. Durant les finals, VanVleet va tenir un paper destacat defensant Stephen Curry, jugador estrella dels Golden State Warriors. En el sisè partit de les finals, que permet als Raptors guanyar el seu primer anell de l'NBA, VanVleet va anotar 22 punts. Una bona actuació que li va valdre ser el segon millor jugador de les finals per darrere de Kawhi Leonard que va ser escollit MVP.

#### Temporades 2019-2021
Amb la marxa de Kawhi Leonard, creix el pes de VanVleet dins l'equip. L'agost de 2020, en el primer partit dels quarts de final de conferència, contra els Brooklyn Nets, esdevé el primer jugador dels raptors en anotar 30 punts i donar més de deu assistències en un partit de play-off. També s'uneix a Damian Lillard, Stephen Curri i Chris Paul com un dels únics jugadors en fer més de trenta punts, més deu assistències i més de vuit triples en un partit de play-off.
Ee novembre 2020, es va anunciar que VanVleet renovava per quatre anys amb els Raptors firmant un contracte de 85 milions de dòlars. El 2 de febrer d'aquell any, VanVleet va anotar 54 punts, millor anotació històrica d'un jugador dels Toronto Raptors.

#### Temporada 2021-2022
El 7 de gener de 2022, VanVleet va fer el primer triple doble de la seva carrera amb 37 punts, 10 rebots i 10 assistències. Al febrer va ser nomenat per jugar a l'All Star de l'NBA, esdevenint el quart jugador no draftejat que ho aconseguia en tota la història de la competició. Fins llavors ho havien estat John Stark (1994), Ben Wallace (2003–06) i Brad Miller (2003–04).

## Estadístiques de carrera

### NBA

#### Temporada regular
| Any      | Equip           | PJ  | PT  | Min   | %TC  | %T3  | %TL  | RPP | APP | ROB | TPP | PPP  |
| -------- | --------------- | --- | --- | ----- | ---- | ---- | ---- | --- | --- | --- | --- | ---- |
| 2016-17  | Toronto Raptors | 37  | 0   | 7.9   | .351 | .379 | .818 | 1.1 | .9  | .4  | .1  | 2.9  |
| 2017-18  | Toronto Raptors | 76  | 0   | 20.0  | .426 | .414 | .832 | 2.4 | 3.2 | .9  | .3  | 8.6  |
| 2018-19  | Toronto Raptors | 64  | 28  | 27.5  | .410 | .378 | .843 | 2.6 | 4.8 | .9  | .3  | 11.0 |
| 2019-20  | Toronto Raptors | 54  | 54  | 35.7  | .418 | .392 | .848 | 3.9 | 6.6 | 1.9 | .3  | 17.6 |
| 2020-21  | Toronto Raptors | 52  | 52  | 36.5  | .389 | .366 | .885 | 4.2 | 6.3 | 1.7 | .7  | 19.6 |
| 2021-22  | Toronto Raptors | 65  | 65  | 37.9* | .403 | .377 | .874 | 4.4 | 6.7 | 1.7 | .5  | 20.3 |
| Carrera  | Carrera         | 348 | 199 | 28.3  | .404 | .382 | .860 | 3.2 | 4.9 | 1.3 | .4  | 13.7 |
| All-Star | All-Star        | 1   | 0   | 9.0   | .500 | .500 | –    | 2.0 | 3.0 | .0  | .0  | 6.0  |

#### Play-offs
| Any     | Equip           | PJ | PT | Min  | %TC  | %T3  | %TL  | RPP | APP | ROB | TPP | PPP  |
| ------- | --------------- | -- | -- | ---- | ---- | ---- | ---- | --- | --- | --- | --- | ---- |
| 2017    | Toronto Raptors | 7  | 0  | 4.1  | .667 | .400 | –    | .1  | .6  | .1  | .0  | 2.0  |
| 2018    | Toronto Raptors | 6  | 1  | 19.0 | .333 | .286 | .875 | 1.7 | 2.2 | .0  | .0  | 6.8  |
| 2019    | Toronto Raptors | 24 | 0  | 24.7 | .392 | .388 | .774 | 1.8 | 2.6 | .8  | .3  | 8.0  |
| 2020    | Toronto Raptors | 11 | 11 | 39.1 | .400 | .391 | .840 | 3.9 | 6.9 | 1.6 | .6  | 19.6 |
| Carrera | Carrera         | 48 | 12 | 24.3 | .396 | .378 | .813 | 2.1 | 3.2 | .8  | .3  | 9.6  |

### Universitat
| Any     | Equip                  | PJ  | PT  | Min  | %TC  | %T3  | %TL  | RPP | APP | ROB | TPP | PPP  |
| ------- | ---------------------- | --- | --- | ---- | ---- | ---- | ---- | --- | --- | --- | --- | ---- |
| 2012–13 | Wichita State Shockers | 39  | 0   | 16.2 | .386 | .408 | .725 | 1.8 | 2.3 | .9  | .1  | 4.3  |
| 2013–14 | Wichita State Shockers | 36  | 36  | 31.7 | .484 | .418 | .830 | 3.9 | 5.4 | 1.9 | .1  | 11.6 |
| 2014–15 | Wichita State Shockers | 35  | 35  | 31.5 | .430 | .357 | .796 | 4.5 | 5.2 | 1.9 | .1  | 13.6 |
| 2015–16 | Wichita State Shockers | 31  | 31  | 29.0 | .390 | .381 | .817 | 3.2 | 5.5 | 1.8 | .1  | 12.2 |
| Carrera | Carrera                | 141 | 102 | 26.8 | .426 | .386 | .805 | 3.3 | 4.5 | 1.6 | .1  | 10.2 |